# Daniil Egorov
Pour les articles homonymes, voir Egorov.
Daniil Egorov ou Iegorov (en russe : Даниил Вячеславович Егоров) né le 7 septembre 1975 à Moscou, en république socialiste fédérative soviétique de Russie, est un homme politique russe, économiste, directeur du Service fédéral des impôts de la fédération de Russie depuis le 17 janvier 2020. Avant cette date et depuis 2011 jusqu'à 2020, il a occupé les fonctions de directeur adjoint du Service fédéral des impôts de Russie, Mikhaïl Michoustine en étant directeur,.
Daniil Egorov est connu pour avoir lancé récemment des réformes au service fédéral des impôts : l'introduction de caisses enregistreuses en ligne munies d'un dispositif de traçabilité des prix des marchandises et l'introduction d'un régime spécial pour les travailleurs indépendants. Alexandre Kalinine, président de Opora Russie, organisme public russe des petites et moyennes entreprises, rappelle dans le quotidien économique russe Kommersant qu'Egorov a également été responsable de la mise en place du système de contrôle automatisé du paiement de la TVA. Ce système a permis de réduire la différence entre le montant de l'impôt théorique et celui qui est réellement payé de 8 % au début de 2016 à 0,6 % à la fin de 2019.
Cette nomination est un signe de la volonté de poursuivre une politique active en matière de numérisation de l'administration fiscale.
Il a le grade civil de conseiller d'État effectif de la fédération de Russie de 1re classe.

## Carrière
Daniil Egorov naît à Moscou le 7 septembre 1975.
Il termine ses études de droit par une spécialisation en jurisprudence en 1998 à l'université russe de l'Amitié des peuples. Il devient ensuite membre de la commission interrégionale du barreau pour l'aide juridique aux entreprises et aux citoyens.
De 2001 à 2003, il est consultant à la direction du ministère des impôts à Moscou et, de 2003 à 2005, il est chef du département de saisie électronique des données, puis du département d'inspection interdistrict du même ministère. De 2005 à 2009, il est chef du département de l'inspection auprès du service fédéral des impôts de Russie. En 2010, il devient chef du département des litiges fiscaux des personnes physiques et en particulier de ceux concernant de grands contribuables. De 2011 à janvier 2020, il est chef adjoint du service fédéral des impôts dirigé par Mikhaïl Michoustine. Ce dernier le nomme directeur du service fédéral des impôts le 17 janvier 2020.